# Lucia Goracci
Lucia Goracci (n. 16 martie 1969, Orbetello, Toscana, Italia) este o jurnalistă italiană.

## Biografie
Înscrisă în registrul jurnaliștilor profesioniști de la sfârșitul anilor '90, și-a început activitatea la Rai în redacția TGR Sicilia, a cărei a fost și prezentatoare în edițiile de după-amiază și de seară; ulterior, a fost jurnalistă trimisă în Orientul Mijlociu pentru Tg2⁠(d) până când a fost angajată de Tg3⁠(d) pentru care a fost una dintre prezentatorii la Tg3 "mijlocul serii", la Tg3 "noapte", precum și unul dintre jurnaliștii prezenți des în studioul Tg3 Linea Notte . Și-a alternat prezența în studio cu trimiteri în străinătate, în special în Orientul Mijlociu sau America Latină: a documentat, printre altele, cutremurul din Haiti din 2010, accidentul din mina San José din Chile, războiul civil din Libia.
Din 2013 lucrează la RaiNews 24, canalul complet de știri al Rai, cu care a colaborat deja în trecut. Continuă să se ocupe de probleme internaționale în calitate de corespondent (a urmărit alegerile prezidențiale din Iran, vizita președintelui Statelor Unite ale Americii Barack Obama la Berlin, protestele din Brazilia în timpul Cupei FIFA Confederațiilor 2013, din Egipt împotriva președintelui Mohamed Morsi, în Gaza în august 2014 ). În 2015 a lucrat ca reporter pe teritoriul Siriei și Irakului, urmând granița cu Statul Islamic, în prima linie. 
În august 2021 a fost trimisă pentru RAI la Kabul în timpul operațiunilor menite să garanteze evadarea refugiaților afgani după ce talibanii au preluat puterea în țară, revenind în seara zilei de 27 cu ultimul zbor de evacuare efectuat de guvernul italian.  Reporterul a revenit însă în capitala afgană la câteva zile după începutul lunii septembrie, realizând mereu reportaje curajoase din oraș în calitate de corespondentă Rai, aflat acum în totalitate sub controlul talibanilor. 
Pe 12 decembrie 2021, Goracci a fost protagonista unui episod controversat petrecut la București: ajunsă în România pentru a documenta mica accelerare a campaniei de vaccinare împotriva COVID-19 din țară, jurnalista acordase un interviu cu senatorul Diana Iovanovici Șoșoacă, fost membru al Alianței pentru Unirea Românilor (AUR) și parte a Senatului României pentru județul Iași, care a făcut furori în 2020 pentru declarațiile împotriva măsurilor de restricție COVID-19 publicate pe Facebook. 

## Premii
- În 2011 a primit Premiul Ilaria Alpi
- În 2012 a fost distinsă cu Premiul Luigi Barzini corespondentului special
- În 2019 a câștigat Premiul pentru Cultura Mediteraneană – Fundația Carical din Cosenza, la Secția Cultura Informațională, pentru activitatea sa de corespondent și corespondent din zone caracterizate de conflicte și urgențe umanitare.